# Christos Christoforu
Christos Christoforu (gr. Χρίστος Χριστοφόρου; ur. 1 listopada 1971) – cypryjski żeglarz, olimpijczyk.
Wystąpił na Letnich Igrzyskach Olimpijskich 1988 w Seulu, gdzie startował w zawodach jachtów klasy 470. Razem ze swoim starszym partnerem Andreasem Karapatakisem zdobył 223 punkty i zajął przedostatnie 28. miejsce, wyprzedzając tylko parę z Pakistanu.